# Jackie Moore
Jackie Moore (Jacksonville, 1946 — 8 de novembro de 2019) é uma cantora de R&B mais conhecida pelo disco de ouro recebido pela música Precious, Precious, que alcançou o 30º lugar do Billboard Hot 100 em Março de 1971. Este disco vendeu mais de um milhão de cópias e recebeu o disco de ouro da R.I.A.A. em março de 1971. Em 1979, seu disco This Time Baby alcançou primeiro lugar do Hot Dance Music/Club Play e a música o49º do UK Singles Chart.

## Discografia

### Álbuns
| Ano  | Álbum                     | Posições nas tabelas | Gravadora        |
| Ano  | Álbum                     | US R&B               | Gravadora        |
| ---- | ------------------------- | -------------------- | ---------------- |
| 1973 | Sweet Charlie Babe        | 45                   | Atlantic Records |
| 1975 | Make Me Feel Like a Woman | —                    | Kayvette Records |
| 1979 | I'm on My Way             | 45                   | Columbia Records |
| 1980 | With Your Love            | —                    | Columbia Records |

### Singles
| 1968                                                    | "Dear John"                                                              | —   | —  | —  | —  | —  |
| 1969                                                    | "Loser Again"                                                            | —   | —  | —  | —  | —  |
| 1970                                                    | "Precious, Precious"                                                     | 30  | 12 | —  | 70 | —  |
| 1971                                                    | "Sometimes It’s Got to Rain (In Your Love Life)" (with The Dixie Flyers) | —   | 19 | —  | —  | —  |
| 1971                                                    | "Cover Me"                                                               | —   | —  | —  | —  | —  |
| 1972                                                    | "Darling Baby"                                                           | 106 | 26 | —  | —  | —  |
| 1972                                                    | "It Ain't Who You Know"                                                  | —   | —  | —  | —  | —  |
| 1972                                                    | "Time"                                                                   | —   | 39 | —  | —  | —  |
| 1973                                                    | "Sweet Charlie Babe"                                                     | 42  | 15 | —  | 78 | —  |
| 1973                                                    | "Both Ends Against the Middle"                                           | 102 | 28 | —  | —  | —  |
| 1975                                                    | "Make Me Feel Like a Woman"                                              | —   | 6  | —  | —  | —  |
| 1976                                                    | "Puttin’ It Down to You"                                                 | —   | 37 | —  | —  | —  |
| 1976                                                    | "It’s Harder to Leave"                                                   | —   | 74 | —  | —  | —  |
| 1976                                                    | "Disco Body (Shake It to the East, Shake It to the West)"                | —   | 36 | —  | —  | —  |
| 1977                                                    | "Make Me Yours"                                                          | —   | 72 | —  | —  | —  |
| 1978                                                    | "Personally"                                                             | —   | 92 | —  | —  | —  |
| 1979                                                    | "This Time Baby"                                                         | —   | 24 | 1  | —  | 49 |
| 1980                                                    | "Helpless"                                                               | —   | —  | 25 | —  | —  |
| 1980                                                    | "How’s Your Love Life Baby"                                              | —   | —  | 57 | —  | —  |
| 1980                                                    | "Love Won't Let Me Wait"                                                 | —   | 78 | —  | —  | —  |
| 1981                                                    | "Who's Next, Who's Now"                                                  | —   | —  | —  | —  | —  |
| 1983                                                    | "Holding Back"                                                           | —   | 73 | —  | —  | —  |
| 1985                                                    | "Love Is the Answer"                                                     | —   | —  | —  | —  | —  |
| "—" denota que o single não entrou nas paradas musicais |                                                                          |     |    |    |    |    |